# Ángel Zubieta
Ángel Zubieta Redondo (Galdácano, País Vasco, España, 17 de julio de 1918 - Buenos Aires, Argentina, 28 de octubre de 1985) fue un futbolista internacional español cuyo primer equipo fue el Athletic Club y que desarrolló su carrera futbolística en el club argentino de San Lorenzo de Almagro. Jugaba de mediocentro defensivo y de interior derecho. Posteriormente se desempeñó como entrenador de fútbol en España, México y Argentina. 
Posee un récord dentro del fútbol español. Es el jugador que más tiempo dejó transcurrir entre su debut en la Liga española y su último partido: 20 años, dos meses y seis días.

## Biografía

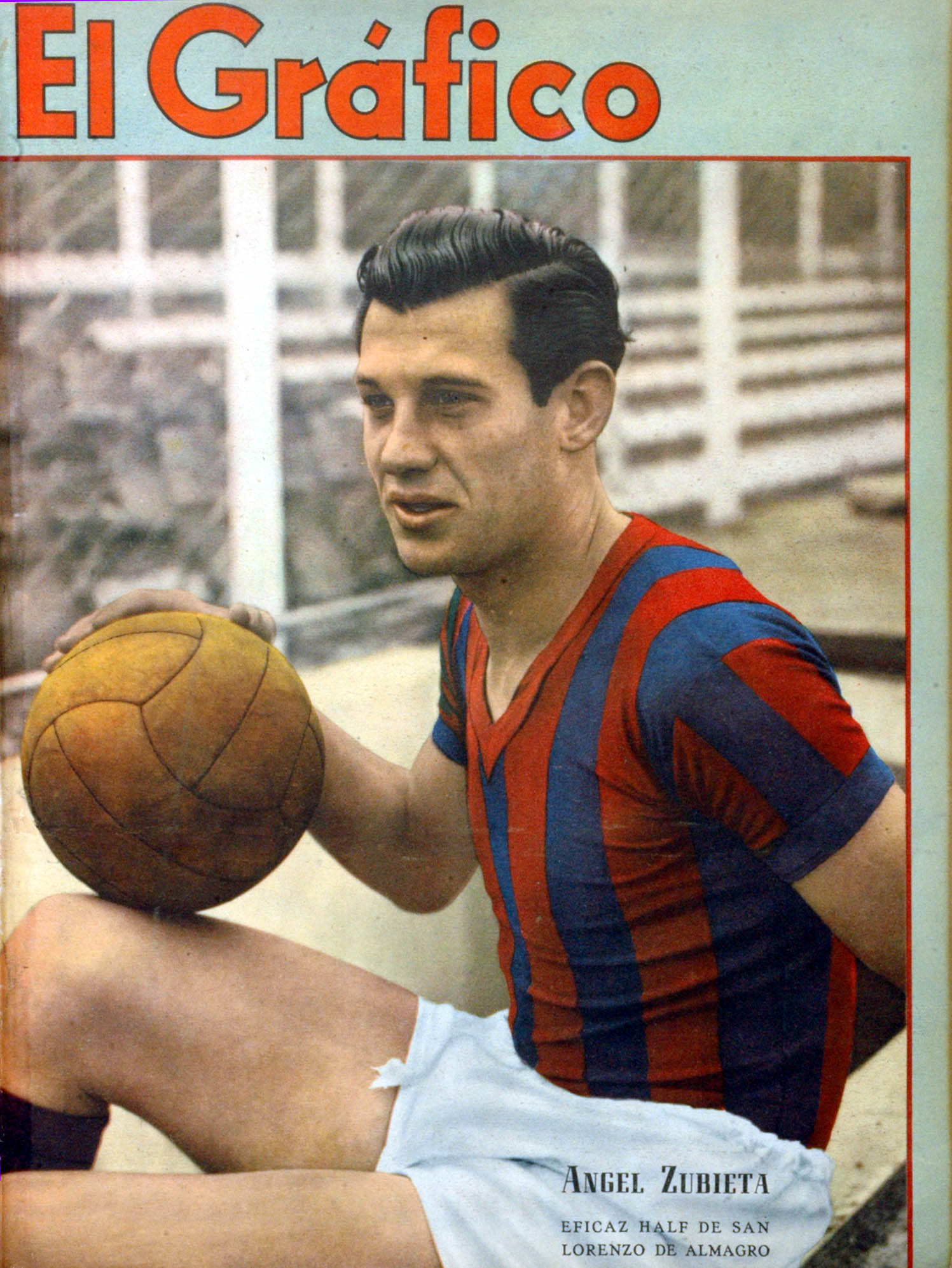
Zubieta en 1941.

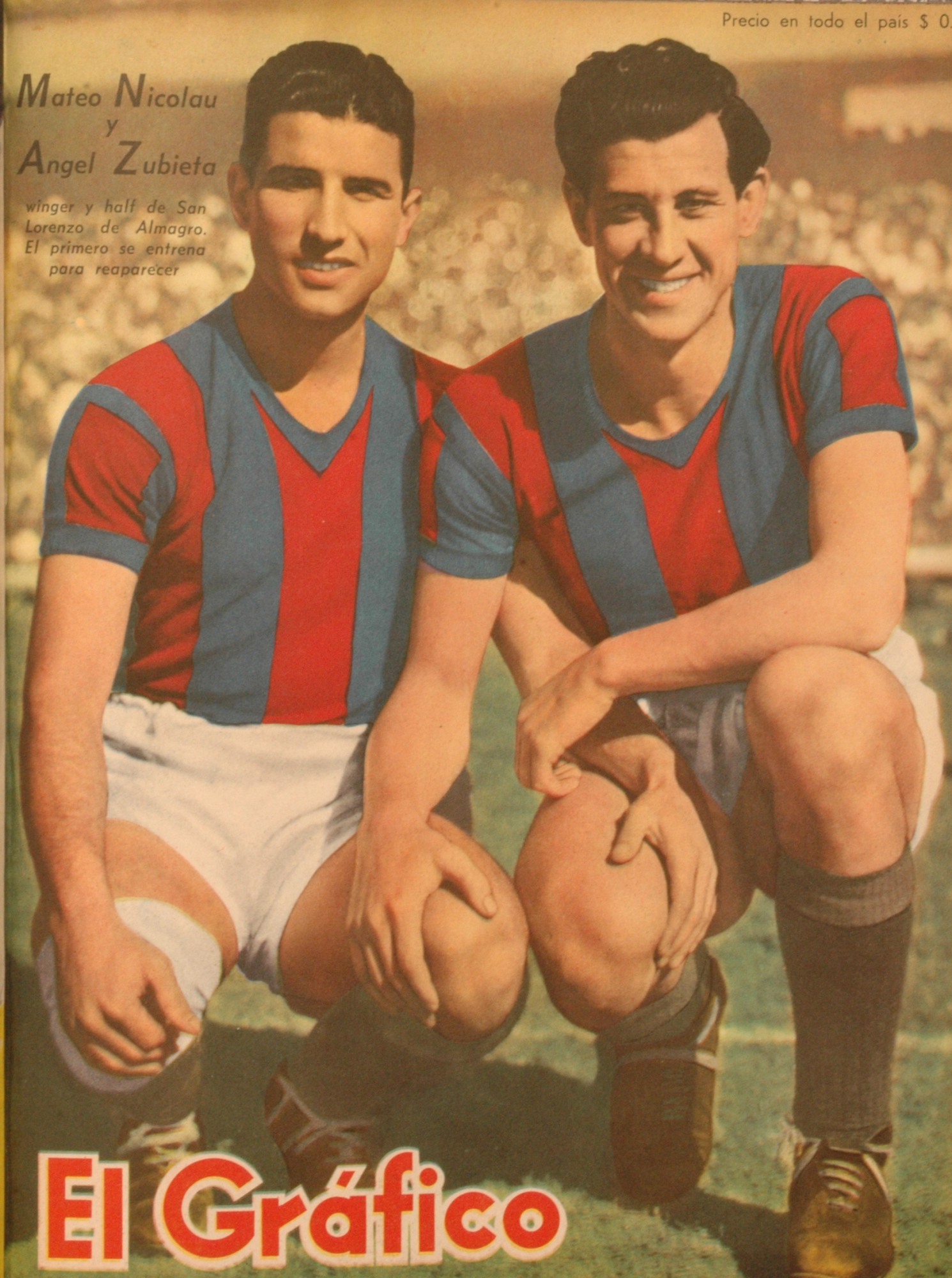
Mateo Nicolau y Ángel en 1942.

Nació en 1918 en la localidad vizcaína de Galdácano.  Su hermano mayor, Santi Zubieta, también fue futbolista profesional. Ángel comenzó jugando al fútbol en el equipo de su pueblo, y en 1935 fue fichado por el Athletic Club cuando contaba con 17 años de edad recién cumplidos.  Con esa edad debutó con el Athletic y en su primera temporada se convirtió en pieza clave del equipo, proclamándose campeón de Liga. Zubieta jugó 21 partidos y marcó 2 goles esa temporada.  Su excelente juego llamó tanto la atención que fue llamado a debutar como jugador internacional sin haber cumplido todavía los 18 años. Con 17 años y 9 meses.
Sin embargo, esa prometedora carrera se vio frenada por el estallido de la guerra civil española, en el verano de 1936. El joven Zubieta fue uno de los jugadores elegidos para formar parte durante la guerra de la selección de Euzkadi, combinado nacional creado por el Gobierno vasco con el fin de recaudar fondos en Europa para los refugiados vascos y realizar una labor propagandística en favor del Gobierno vasco y la República. Zubieta coincidió en esta selección con muchos de los mejores futbolistas vascos de la época como Luis Regueiro, Leonardo Cilaurren, José Muguerza, Gregorio Blasco, Isidro Lángara, Guillermo Gorostiza o Txato Iraragorri. El Euskadi realizó una brillante gira por Europa disputando partidos amistosos. Tras caer Bilbao en manos franquistas, la Selección de Euskadi se marchó a América para proseguir la gira. Durante la gira americana de la Selección de Euzkadi fue fichado por el equipo argentino San Lorenzo de Almagro.
Con San Lorenzo, Zubieta realizó la mayor parte de su carrera deportiva, jugando en el equipo argentino durante más de una década y convirtiéndose en uno de los jugadores históricos del club porteño. Sus 13 temporadas en San Lorenzo lo convirtieron en el jugador que más veces había defendido la camiseta del equipo y aún hoy en día, con 352 partidos oficiales, Zubieta sigue siendo el tercer jugador que más veces ha vestido la camiseta azulgrana.
Capitaneó el mítico equipo de San Lorenzo que obtuvo la Liga argentina de 1946 y que realizó una posterior gira triunfal por España y Portugal. En esta gira San Lorenzo llegó a vencer en varias ocasiones a la selección española. Sin embargo, al ser Zubieta un jugador de carácter defensivo, aquel equipo es más recordado por su brillante tripleta atacante: Farro, Pontoni y Martino.
En 1952 un Zubieta ya veterano regresó a España para cerrar su carrera deportiva en el Deportivo de La Coruña, donde permaneció 4 temporadas, y jugó 56 partidos en la Primera división española. En sus 2 últimas campañas simultaneó las funciones de jugador y entrenador. Se retiró como futbolista en 1956, con 38 años de edad. A la temporada siguiente ejerció ya solo como entrenador del Deportivo, siendo cesado a mitad de campaña.
Con posterioridad, también en España, entrenó al Athletic Club (1962-63), al Real Valladolid (1963-64) y al Real Jaén (1969-70). En medio de ese periodo, dirigió al Os Belenenses de Portugal en dos etapas. También entrenó, en México, a los Potros de Hierro del Atlante, Pumas de la UNAM (1970-74) y a los Cachorros del Atlético Potosino, además  en Argentina, al Club Atlético Atlanta y al Deportivo Español. En el Deportivo Español consiguió el ascenso de la divisional D a la C en el año 1958 y el ascenso de la divisional C a la B en el año 1960. En total dirigió 266 encuentros (es el técnico con más partidos en este club). 

## Muerte
Ángel Zubieta falleció prematuramente en 1985 tras haber sufrido ELA en sus últimos años.

### Selección nacional
Fue internacional con la Selección de fútbol de España en 2 ocasiones. Sus dos partidos como internacional fueron amistosos, que disputó la selección española en 1936, ante Checoslovaquia y Suiza. 
A pesar de debutar muy joven con la selección, la guerra civil y su posterior exilio futbolístico en Argentina le impidieron volver a ser internacional, ya que cuando volvió a España ya era un jugador muy veterano. Ángel Zubieta ostentó hasta el 6 de octubre de 2021 el récord de ser el jugador más joven en debutar con la selección española absoluta.
Es de destacar su participación con la Selección de fútbol del País Vasco en la gira que realizó esta por Europa y América durante la Guerra Civil (1937-39).

## Clubes
| Club                                 | País      | Año       |
| ------------------------------------ | --------- | --------- |
| Athletic Club                        | España    | 1935-1936 |
| Club Deportivo Euzkadi               | México    | 1938-1939 |
| Club Atlético San Lorenzo de Almagro | Argentina | 1939-1952 |
| Deportivo de La Coruña               | España    | 1952-1956 |

## Estadísticas
Datos actualizados al fin de la carrera deportiva.
| Athletic Club · España |               |               |     |    |    |   |   |     |     |    |
| 1.ª | 1935-36       | 21            | 2   | -  | -  | - | - | 21  | 2   |    |
| 1.ª | Total club    | 21            | 2   | 0  | 0  | 0 | 0 | 21  | 2   |    |
| San Lorenzo de Almagro Argentina |               |               |     |    |    |   |   |     |     |    |
| 1.ª | 1939          | 27            | 1   | 3  | 0  | - | - | 30  | 1   |    |
| 1.ª | 1940          | 26            | 1   | -  | -  | - | - | 26  | 1   |    |
| 1.ª | 1941          | 29            | 3   | 2  | 1  | 1 | 0 | 32  | 4   |    |
| 1.ª | 1942          | 29            | 1   | 1  | 0  | 1 | 0 | 31  | 1   |    |
| 1.ª | 1943          | 28            | 3   | 7  | 0  | - | - | 35  | 3   |    |
| 1.ª | 1944          | 29            | 2   | 5  | 0  | - | - | 34  | 2   |    |
| 1.ª | 1945          | 20            | 0   | 1  | 0  | - | - | 21  | 0   |    |
| 1.ª | 1946          | 30            | 3   | 4  | 1  | - | - | 34  | 4   |    |
| 1.ª | 1947          | 22            | 2   | 5  | 1  | - | - | 27  | 3   |    |
| 1.ª | 1948          | 17            | 2   | -  | -  | - | - | 17  | 2   |    |
| 1.ª | 1949          | 28            | 2   | 1  | 0  | - | - | 29  | 2   |    |
| 1.ª | 1950          | 34            | 5   | -  | -  | - | - | 34  | 5   |    |
| 1.ª | 1951          | 25            | 4   | -  | -  | - | - | 25  | 4   |    |
| 1.ª | 1952          | 9             | 0   | -  | -  | - | - | 9   | 0   |    |
| 1.ª | Total club    | 353           | 29  | 29 | 3  | 2 | 0 | 384 | 32  |    |
| Deportivo de La Coruña · España |               |               |     |    |    |   |   |     |     |    |
| 1.ª | 1952-53       | 7             | 0   | -  | -  | - | - | 7   | 0   |    |
| 1.ª | 1953-54       | 30            | 2   | 2  | 1  | - | - | 32  | 3   |    |
| 1.ª | 1954-55       | 22            | 0   | 4  | 1  | - | - | 26  | 1   |    |
| 1.ª | 1955-56       | 2             | 0   | -  | -  | - | - | 2   | 0   |    |
| 1.ª | Total club    | 61            | 2   | 6  | 2  | 0 | 0 | 67  | 4   |    |
| Total carrera | Total carrera | Total carrera | 435 | 33 | 35 | 5 | 2 | 0   | 472 | 38 |
| (1) Incluye datos de la Copa Adrián C. Escobar (1939, 1941, 1942, 1943, 1944, 1949), Copa de la República (1943), Copa de Competencia Británica (1944, 1945, 1946), Copa del Rey (1953-54, 1954-55). (2) Incluye datos de la Copa de Confraternidad Escobar-Gerona (1941, 1942). (3) No incluye goles en partidos amistosos. |               |               |     |    |    |   |   |     |     |    |

### Selección nacional
| Selección       | Año   | Amistoso | Amistoso | Total | Total |
| Selección       | Año   | PJ       | G        | PJ    | G     |
| --------------- | ----- | -------- | -------- | ----- | ----- |
| España · España | 1936  | 2        | 0        | 2     | 0     |
| España · España | Total | 2        | 0        | 2     | 0     |

### Resumen estadístico
| Competición           | Encuentros | Goles | Promedio |
| --------------------- | ---------- | ----- | -------- |
| Primera División      | 435        | 33    | 0,07     |
| Copas nacionales      | 35         | 5     | 0,14     |
| Copas internacionales | 2          | 0     | 0,00     |
| Selección de España   | 2          | 0     | 0,00     |
| Total                 | 474        | 38    | 0,08     |

## Títulos

### Campeonatos nacionales
| Título               | Club                   | País      | Año  |
| -------------------- | ---------------------- | --------- | ---- |
| Liga                 | Athletic Club          | España    | 1936 |
| Copa de la República | San Lorenzo de Almagro | Argentina | 1943 |
| Campeonato Argentino | San Lorenzo de Almagro | Argentina | 1946 |

### Campeonatos internacionales
| Título               | Club                   | País      | Año  |
| -------------------- | ---------------------- | --------- | ---- |
| Copa Río de La Plata | San Lorenzo de Almagro | Argentina | 1946 |